# Sampson Willis Harris
Sampson Willis Harris (* 23. Februar 1809 in Elbert County, Georgia; † 1. April 1857 in Washington, D.C.) war ein US-amerikanischer Rechtsanwalt und Politiker (Demokratische Partei).

## Werdegang
Sampson Willis Harris wurde von seiner Mutter zuhause unterrichtet und graduierte dann 1828 an der University of Georgia in Athens. Er studierte Jura, bekam 1830 seine Zulassung als Anwalt und fing dann in Athens an zu praktizieren. Harris verfolgte ebenfalls eine politische Laufbahn. Er war in den Jahren 1834 und 1835 Mitglied im Repräsentantenhaus von Georgia. Dann zog er 1838 nach Wetumpka (Alabama). Er wurde 1841 zum Solicitor für den 8. Gerichtsbezirk gewählt. Danach war er in den Jahren 1844 und 1845 Mitglied im Senat von Alabama. Er wurde in den 30. US-Kongress gewählt und in die vier nachfolgenden US-Kongresse wiedergewählt. Harris entschied sich gegen eine Kandidatur für den 35. US-Kongress. Er war im US-Repräsentantenhaus vom 4. März 1847 bis zum 3. März 1857 tätig. Harris starb 1857 in Washington, D.C., sein Leichnam wurde dann nach Athens überführt, wo er auf dem Oconee Cemetery beigesetzt wurde.